# Норенберг, Якоб
Якоб Лорентс Норенберг (норв. Jacob Lorentz Norenberg; 8 июня 1979, Берум) — норвежский гребец-байдарочник, выступал за сборную Норвегии на всём протяжении 2000-х годов. Участник летних Олимпийских игр в Афинах (2004), бронзовый призёр чемпионата мира, чемпион Европы, победитель многих регат национального и международного значения.

## Биография
Якоб Норенберг родился 8 июня 1979 года в городе Беруме. Активно заниматься греблей начал с раннего детства, проходил подготовку в местном одноимённом каноэ-клубе «Берум».
Первого серьёзного успеха на взрослом международном уровне добился в 2004 году, когда попал в основной состав норвежской национальной сборной и побывал на чемпионате Европы в польской Познани, откуда привёз награду серебряного достоинства, выигранную в зачёте четырёхместных байдарок на дистанции 1000 метров. Благодаря череде удачных выступлений удостоился права защищать честь страны на летних Олимпийских играх 2004 года в Афинах — в составе четырёхместного экипажа, куда также вошли гребцы Андреас Йерсёэ, Александер Вефальд и Маттис Несс, на дистанции 1000 метров дошёл до финальной стадии и показал в решающем заезде пятый результат, немного не дотянув до призовых позиций.
После афинской Олимпиады Норенберг остался в основном составе гребной команды Норвегии и продолжил принимать участие в крупнейших международных регатах. Так, в 2005 году он выступил на чемпионате мира в хорватском Загребе, где стал бронзовым призёром в двойках на тысяче метрах. На европейском первенстве 2009 года в немецком Бранденбурге в километровой гонке байдарок-двоек обогнал всех своих соперников и завоевал тем самым золотую медаль. Вскоре по окончании этих соревнований принял решение завершить карьеру профессионального спортсмена, уступив место в сборной молодым норвежским гребцам.